# F1 2019
F1 2019 (o anche Formula 1 2019) è un videogioco di guida, sviluppato e pubblicato da Codemasters il 28 giugno 2019. È basato sul campionato mondiale di Formula 1 2019.

## Nuove caratteristiche
Rispetto al passato sono state aggiunte due nuove auto classiche: nella Anniversary Edition la Ferrari F10 e la McLaren MP4-25; nella Legends Edition la McLaren MP4/5B di Ayrton Senna e la Ferrari F1-90 di Alain Prost. Altri importanti novità sono l'introduzione dei Campionati di Formula 2 delle stagioni 2018 e 2019. Quest'ultima è stata aggiunta grazie ad un aggiornamento pubblicato successivamente. Sono inoltre possibili i trasferimenti dei piloti (in modo casuale) nella modalità carriera, anche a campionato in corso.
È stata implementata anche la possibilità di modificare la livrea della vettura nella modalità online, più la personalizzazione della tuta e dei guanti del pilota virtuale, con la scelta di un avatar del profilo giocatore. Sono stati aggiunti due piloti immaginari nella modalità carriera: Devon Butler e Lukas Weber, rispettivamente rivale e compagno di scuderia in Formula 2, che seguono il pilota virtuale anche nel Campionato di Formula 1. Altro cambiamento riguarda l'innovativa funzionalità "highlights" che permette di rivedere le azioni più spettacolari del gran premio.

## Telecronisti
- Carlo Vanzini e Luca Filippi (per la Formula 1)
- Alex Jacques (voce italiana di Diego Baldoin) e Davide Valsecchi (voce italiana di Gianluca Iacono) (per la Formula 2)

## Piloti e team
F1 2019 include i 20 piloti e le 10 squadre della stagione 2019 di Formula 1. Si noti che, seguendo quanto successo nel corso della stagione, nell'aggiornamento di ottobre il pilota della Toro Rosso Alexander Albon viene spostato in Red Bull al posto di Pierre Gasly, a sua volta trasferito alla Toro Rosso.
| Scuderia                         | Costruttore               | Telaio | Power unit | Gomme | Nº | Piloti             | Sigla |
| -------------------------------- | ------------------------- | ------ | ---------- | ----- | -- | ------------------ | ----- |
| Mercedes-AMG Petronas Motorsport | Mercedes                  | W10    | Mercedes   | P     | 44 | Lewis Hamilton     | HAM   |
| Mercedes-AMG Petronas Motorsport | Mercedes                  | W10    | Mercedes   | P     | 77 | Valtteri Bottas    | BOT   |
| Scuderia Ferrari                 | Ferrari                   | SF90   | Ferrari    | P     | 5  | Sebastian Vettel   | VET   |
| Scuderia Ferrari                 | Ferrari                   | SF90   | Ferrari    | P     | 16 | Charles Leclerc    | LEC   |
| Aston Martin Red Bull Racing     | Red Bull Racing-Honda     | RB15   | Honda      | P     | 33 | Max Verstappen     | VER   |
| Aston Martin Red Bull Racing     | Red Bull Racing-Honda     | RB15   | Honda      | P     | 23 | Alexander Albon    | ALB   |
| Renault F1 Team                  | Renault                   | R.S.19 | Renault    | P     | 3  | Daniel Ricciardo   | RIC   |
| Renault F1 Team                  | Renault                   | R.S.19 | Renault    | P     | 27 | Nico Hülkenberg    | HUL   |
| Rich Energy Haas F1 Team         | Haas-Ferrari              | VF-19  | Ferrari    | P     | 8  | Romain Grosjean    | GRO   |
| Rich Energy Haas F1 Team         | Haas-Ferrari              | VF-19  | Ferrari    | P     | 20 | Kevin Magnussen    | MAG   |
| McLaren F1 Team                  | McLaren-Renault           | MCL34  | Renault    | P     | 55 | Carlos Sainz Jr.   | SAI   |
| McLaren F1 Team                  | McLaren-Renault           | MCL34  | Renault    | P     | 4  | Lando Norris       | NOR   |
| SpScore Racing Point F1 Team     | Racing Point-BWT Mercedes | RP19   | Mercedes   | P     | 11 | Sergio Pérez       | PER   |
| SpScore Racing Point F1 Team     | Racing Point-BWT Mercedes | RP19   | Mercedes   | P     | 18 | Lance Stroll       | STR   |
| Alfa Romeo Racing                | Alfa Romeo Racing-Ferrari | C38    | Ferrari    | P     | 7  | Kimi Räikkönen     | RAI   |
| Alfa Romeo Racing                | Alfa Romeo Racing-Ferrari | C38    | Ferrari    | P     | 99 | Antonio Giovinazzi | GIO   |
| Red Bull Toro Rosso Honda        | STR-Honda                 | STR14  | Honda      | P     | 26 | Daniil Kvjat       | KVY   |
| Red Bull Toro Rosso Honda        | STR-Honda                 | STR14  | Honda      | P     | 10 | Pierre Gasly       | GAS   |
| ROKiT Williams Racing            | Williams-Mercedes         | FW42   | Mercedes   | P     | 63 | George Russell     | RUS   |
| ROKiT Williams Racing            | Williams-Mercedes         | FW42   | Mercedes   | P     | 88 | Robert Kubica      | KUB   |

## Lista dei circuiti
F1 2019 contiene tutti i 21 circuiti della stagione 2019 di Formula 1.
| No. | Gran Premio                                | Circuito                       | Sede                |
| --- | ------------------------------------------ | ------------------------------ | ------------------- |
| 1   | Rolex Australian Grand Prix                | Albert Park Circuit            | Melbourne           |
| 2   | Gulf Air Bahrain Grand Prix                | Bahrain International Circuit  | Manama              |
| 3   | Chinese Grand Prix                         | Shanghai International Circuit | Shanghai            |
| 4   | SOCAR Azerbaijan Grand Prix                | Circuito di Baku               | Baku                |
| 5   | Emirates Gran Premio de España             | Circuit de Catalunya           | Barcellona          |
| 6   | Grand Prix de Monaco                       | Circuit de Monaco              | Monte Carlo         |
| 7   | Pirelli Grand Prix du Canada               | Circuit Gilles Villeneuve      | Montréal            |
| 8   | Pirelli Grand Prix de France               | Circuito Paul Ricard           | Le Castellet        |
| 9   | myWorld Großer Preis von Österreich        | Red Bull Ring                  | Spielberg           |
| 10  | Rolex British Grand Prix                   | Circuito di Silverstone        | Silverstone         |
| 11  | Mercedes-Benz Großer Preis von Deutschland | Hockenheimring                 | Hockenheim          |
| 12  | Rolex Magyar Nagydíj                       | Hungaroring                    | Budapest            |
| 13  | Belgian Grand Prix                         | Circuit de Spa-Francorchamps   | Francorchamps       |
| 14  | Gran Premio d'Italia                       | Autodromo nazionale di Monza   | Monza               |
| 15  | Singapore Airlines Singapore Grand Prix    | Singapore Street Circuit       | Singapore           |
| 16  | VTB Russian Grand Prix                     | Autodromo di Soči              | Soči                |
| 17  | Japanese Grand Prix                        | Circuito di Suzuka             | Suzuka              |
| 18  | Gran Premio de México                      | Autodromo Hermanos Rodríguez   | Città del Messico   |
| 19  | United States Grand Prix                   | Circuito delle Americhe        | Austin              |
| 20  | Grande Prêmio do Brasil                    | Autódromo José Carlos Pace     | San Paolo           |
| 21  | Etihad Airways Abu Dhabi Grand Prix        | Yas Marina Circuit             | Emirati Arabi Uniti |

## Lista delle vetture classiche
- 2010 Red Bull RB6
- 2010 Ferrari F10 (solo nella Anniversary Edition)
- 2010 McLaren MP4-25 (solo nella Anniversary Edition)
- 2009 Brawn BGP 001
- 2008 McLaren MP4-23
- 2007 Ferrari F2007
- 2006 Renault R26
- 2004 Ferrari F2004
- 2003 Williams FW25
- 1998 McLaren MP4-13
- 1996 Williams FW18
- 1992 Williams FW14
- 1991 McLaren MP4/6
- 1990 McLaren MP4/5B (solo nella Legends Edition)
- 1990 Ferrari F1-90 (solo nella Legends Edition)
- 1988 McLaren MP4/4
- 1982 McLaren MP4/1
- 1979 Ferrari 312 T4
- 1978 Lotus 79
- 1976 Ferrari 312 T2
- 1976 McLaren M23
- 1972 Lotus 72D